# Overheid van Japan

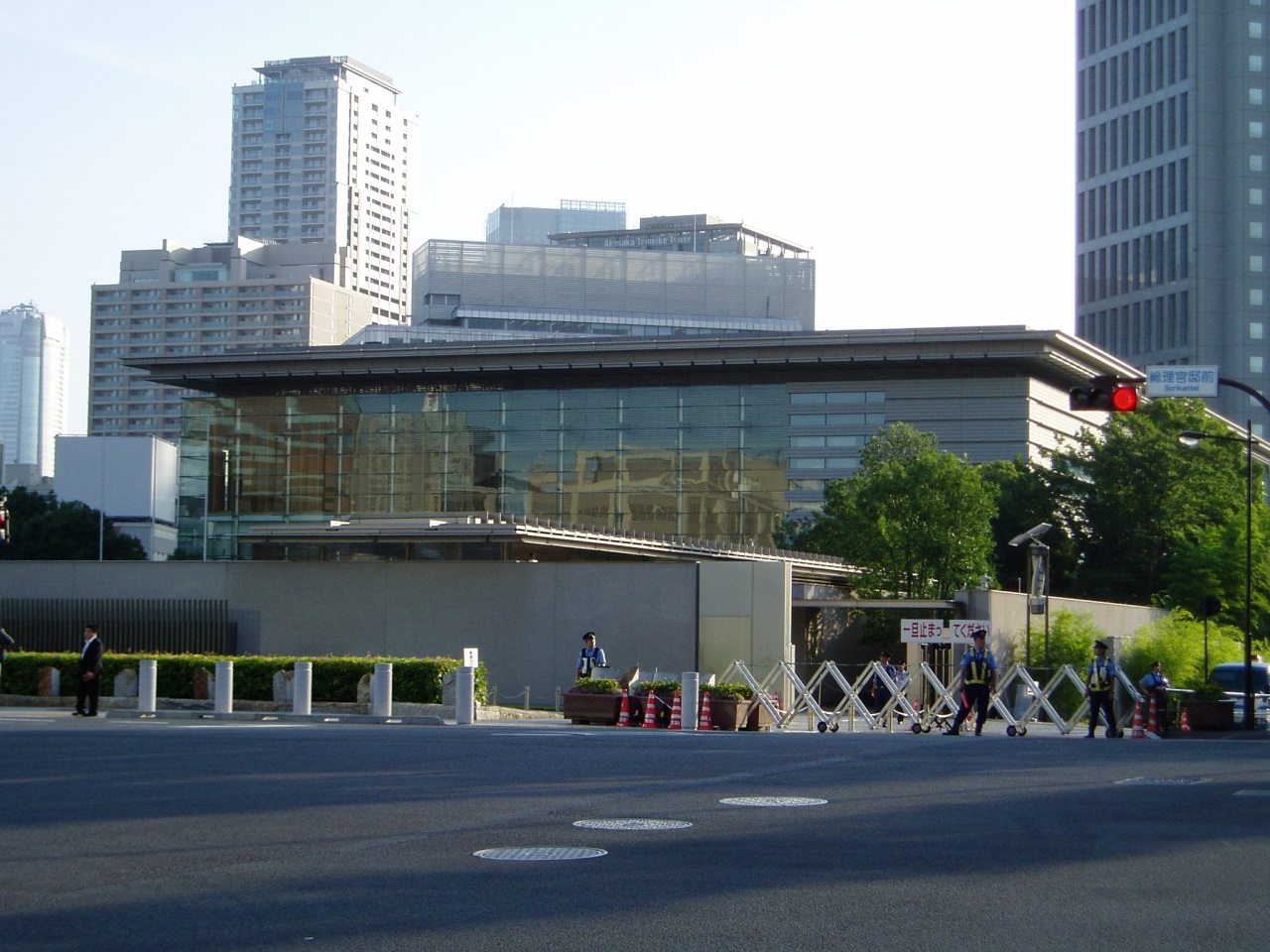
De residentie van de minister-president (2008)

Dit artikel beschrijft de structuur van de Japanse overheid. De 47 prefecturen van Japan zijn in grote mate financieel afhankelijk van de centrale overheid. Gouverneurs van prefecturen, burgemeesters van gemeenten, prefecturale parlementen en gemeenteraden worden om de vier jaar verkozen.

## Centrale overheid

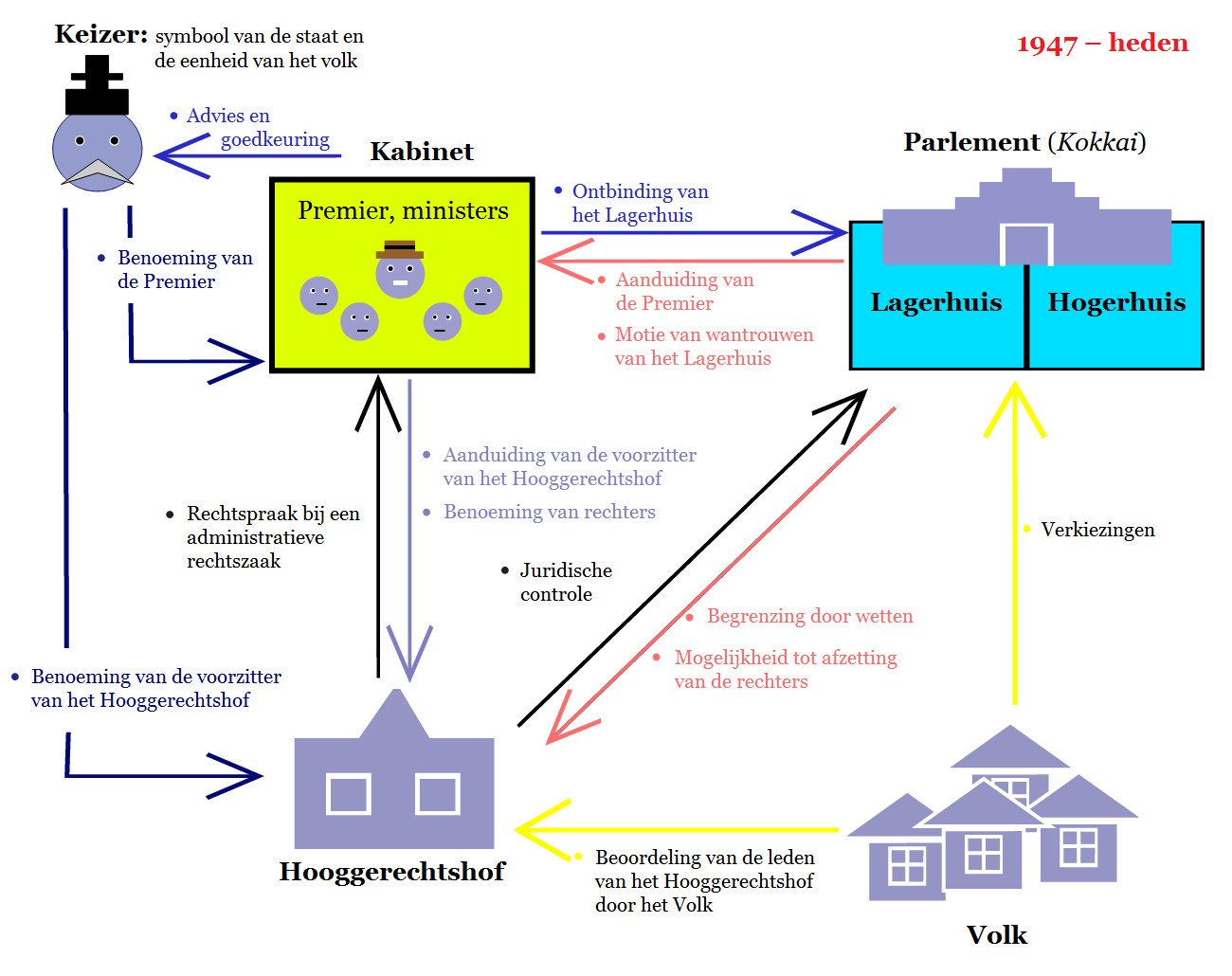
Schema van het politiek stelsel van Japan

### De Keizer
De soevereiniteit, die vroeger belichaamd werd door de keizer, ligt nu bij het volk. De Keizer wordt gedefinieerd als het symbool van de staat en van de eenheid van het volk.

### Wetgevende macht
Volgens de Japanse Grondwet is het parlement de belangrijkste van de drie machten. Het parlement bestaat uit twee Kamers, het Lagerhuis (Shugiin) en het Hogerhuis (Sangiin). Het parlement instrueert de keizer bij de benoeming en het ontslag van de hoofden van de uitvoerende macht en de rechterlijke macht.

### Uitvoerende macht
De uitvoerende macht legt verantwoording af aan het parlement. Het hoofd van de uitvoerende macht, de minister-president of premier, wordt benoemd door de keizer op voordracht van het parlement. Hij moet burger zijn en lid zijn van een van beide Kamers van het parlement.
Het kabinet dat hij leidt moet ook uit burgers bestaan. De grondwet bepaalt verder ook dat de meerderheid van de leden van het kabinet verkozen leden van een van beide Kamers van het parlement moeten zijn. De premier heeft de bevoegdheid om ministers te benoemen en te ontslaan.
Onder het bestuur van de Liberaal-Democratische Partij (LDP) was het steeds de gewoonte dat de voorzitter van de LDP tot opvolgende premier gekozen werd.

#### Kabinet
Het Kabinet (内閣, Naikaku) vormt de regering van Japan. Het bestaat uit de minister-president en tot 14 andere leden, die ministers van Staat genoemd worden. De minister-president wordt aangesteld door het parlement en de overige ministers worden benoemd en ontslagen door de minister-president zelf. Het kabinet draagt een collectieve verantwoordelijkheid ten opzichte van het parlement en dient ontslag te nemen als er een motie van wantrouwen wordt goedgekeurd door het Lagerhuis (Shugiin).

#### Ministeries
- Het Kabinet (内閣府; Naikaku-fu)
- Ministerie van Justitie (法務省; Hōmushō)
- Ministerie van Binnenlandse Zaken en Communicatie (総務省; Sōmushō)
- Ministerie van Buitenlandse Zaken (外務省; Gaimu-shō)
- Ministerie van Financiën (財務省; Zaimu-shō)
- Ministerie van Onderwijs (文部科学省 Monbu-kagakushō)
- Ministerie van Landbouw, Bosbouw en Visserij (農林水産省;Nōrinsuisan-shō)
- Ministerie van Milieu (環境省;Kankyō-shō)
- Ministerie van Defensie　(防衛省;Bōei-shō)
- Ministerie van Land, Infrastructuur en Transport (国土交通省;Kokudokōtsuu-shō)
- Ministerie van Gezondheid, Arbeid en Welzijn (厚生労働省;Kōseirōdō-shō)
- Ministerie van Economie, Handel en Industrie (経済産業省; Keizaisangyō-shō)

### Rechterlijke macht
De Rechterlijke macht is onafhankelijk van de andere twee machten. De rechters worden benoemd door de Keizer op voordracht van het parlement.
De Japanse rechterlijke macht bestaat uit verschillende rechtbanken met als hoogste het Hooggerechtshof.

## Lokale overheid
Japan wordt onderverdeeld in 47 prefecturen zijnde : één metropool (to—Tokio), twee stadsprefecturen (fu—Kioto en Osaka), één eilandprefectuur (dō—Hokkaido) en 43 overige prefecturen (ken). De prefecturen worden verder gesplitst in subprefecturen (shicho), districten (gun) steden, gemeenten en dorpen. Grote steden worden onderverdeeld in wijken (ku).
Elk van de 47 prefecturen heeft een gouverneur en een parlement bestaande uit één kamer. Zowel de gouverneur als het parlement wordt elke vier jaar herkozen. Volgens de wet dienen alle prefecturen departementen te hebben die verantwoordelijk zijn voor Algemene Zaken, Financiën, Sociale zekerheid, Gezondheidszorg en Werkgelegenheid. De prefecturale overheden mogen ook departementen van Landbouw , Visvangst, Bosbouw, Handel en Industrie hebben. De gouverneur is verantwoordelijk voor al deze departementen door lokale belastingen of met de steun van de nationale overheid.
Steden (shi) zijn autonome administratieve eenheden. Het stadsbestuur is in handen van een verkozen burgemeester. De burgemeester (shi-cho ;市長) en de gemeenteraad (shi-gikai; 市議会)worden om de vier jaar herkozen. De wijken (ku) van de grote steden verkiezen eveneens hun eigen raad (ku-gikai; 区議会). Deze raad verkiest dan zelf zijn eigen burgemeester (ku-cho; 区長).
Gemeenten (町; chō of machi) en dorpen (村 mura of son) zijn autonome administratieve eenheden. Ze worden eveneens bestuurd door een vierjaarlijks verkozen burgemeester en gemeenteraad.
Japan wordt op een eerder unitaire manier bestuurd. De lokale overheid is grotendeels afhankelijk van de nationale overheid voor wat betreft de administratie en de financiën. Het Ministerie van Binnenlandse Zaken en Communicatie en ook andere ministeries hebben de bevoegdheid om tussenbeide te komen bij de regionale en lokale overheid. Omdat de lokaal geïnde belastingen onvoldoende zijn om de prefecturale en lokale overheden te onderhouden, rekenen ze vaak op subsidies van de centrale overheid.